# 寝屋川市立第十中学校
寝屋川市立第十中学校（ねやがわしりつ だいじゅうちゅうがっこう）は、大阪府寝屋川市成田南町に位置する公立中学校。

## 概要
生徒数の増加に伴い、1979年に寝屋川市立第六中学校より分離開校した。
宮崎県新富町立富田中学校およびカナダ・オークビル市クイーンエリザベス・パークスクールと姉妹校協定を結び、定期的に交流をおこなっている。
また校区内の2小学校と小中一貫教育の研究に取り組み、主に英語・コミュニケーション能力、理科教育、情報教育の分野での研究と実践をすすめている。

## 沿革
- 1979年
  - 4月1日 - 寝屋川市立第六中学校より分離開校。2年生を同校より移籍。開校当初の1年間は第六中学校内に仮校舎を設置。
  - 4月9日 - 開校式を実施。
- 1980年4月3日 - 現在地に校舎完成、移転。
- 1981年4月1日 - 文部省から、 生徒指導研究推進校に指定される。
- 1982年11月19日 - 文部省指定生徒指導研究推進校として、研究発表を実施。
- 1986年10月25日 - 宮崎県新富町立富田中学校と姉妹校協定を締結。
- 1987年10月31日 - カナダ・オークビル市、クイーンエリザベス・パークスクールと姉妹校協定を締結だが現在はしていない「2010」。
- 1990年4月29日 - 大阪府より「緑化推進功労者」として表彰を受ける。
- 1991年11月1日 - 中華人民共和国教育視察団が来校。
- 1994年4月 - ティーム・ティーチングでの授業実践を開始。
- 1999年
  - 4月1日 - 寝屋川市教育委員会より、「特色ある学校園づくり」実施校に指定される。
  - 11月22日 - 中華人民共和国上海市盧湾区の卓球少年団が来校。
- 2003年4月1日 - 文部科学省から「研究開発学校」に指定される（2005年度までの3年間）。
- 2005年4月1日 - 大阪府教育委員会から、小中一貫教育推進事業実施校に指定される。
- 2010年4月1日 - 野球部ができる。

## 通学区域
- 寝屋川市立三井小学校と寝屋川市立宇谷小学校の通学区域。
  - 寝屋川市 池の瀬町、三井が丘1-3丁目、明徳1-2丁目、太秦桜が丘、宇谷町、大谷町、寝屋1-2丁目、寝屋北町、寝屋新町、寝屋南1-2丁目、寝屋川公園。
  - 寝屋川市 成田東が丘、成田南町、三井が丘4丁目、太秦東が丘のそれぞれ一部。

## 交通
- 京阪本線 香里園駅 南西へ約2.1km。
- 京阪バス 三井団地バス停・寝屋川団地バス停。

## 著名な卒業生
- 上原浩治（元プロ野球選手）[1]
- 藤崎マーケット トキ
- 藤田文武（日本維新の会）